# Glaucis hirsutus
Glaucis hirsutus là một loài chim trong họ Chim ruồi.

## Hình ảnh

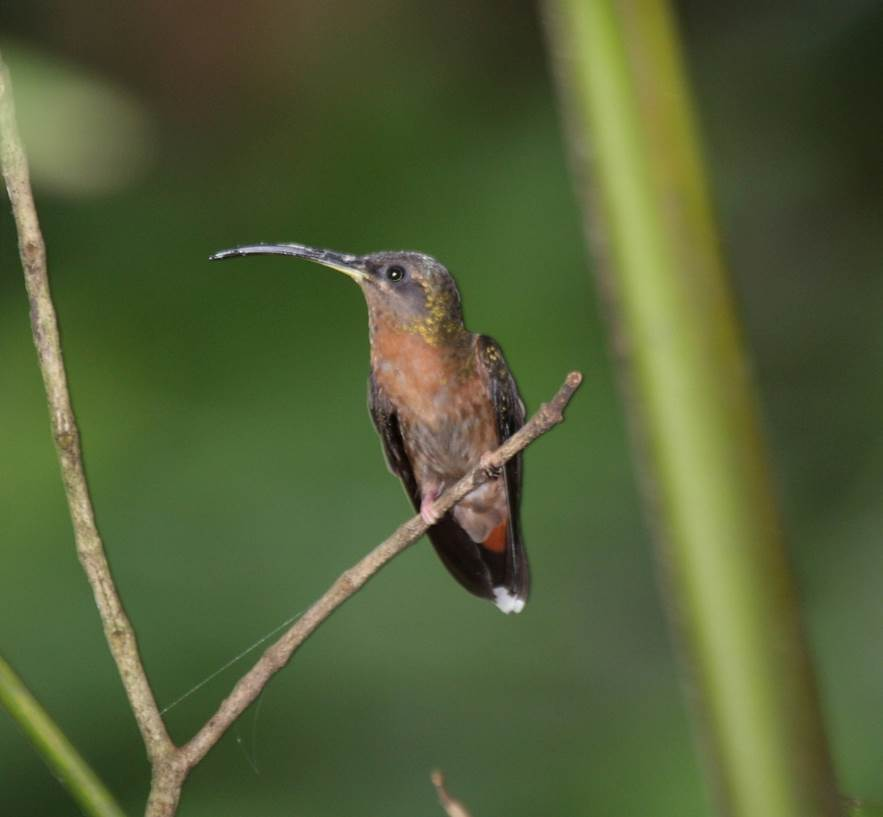
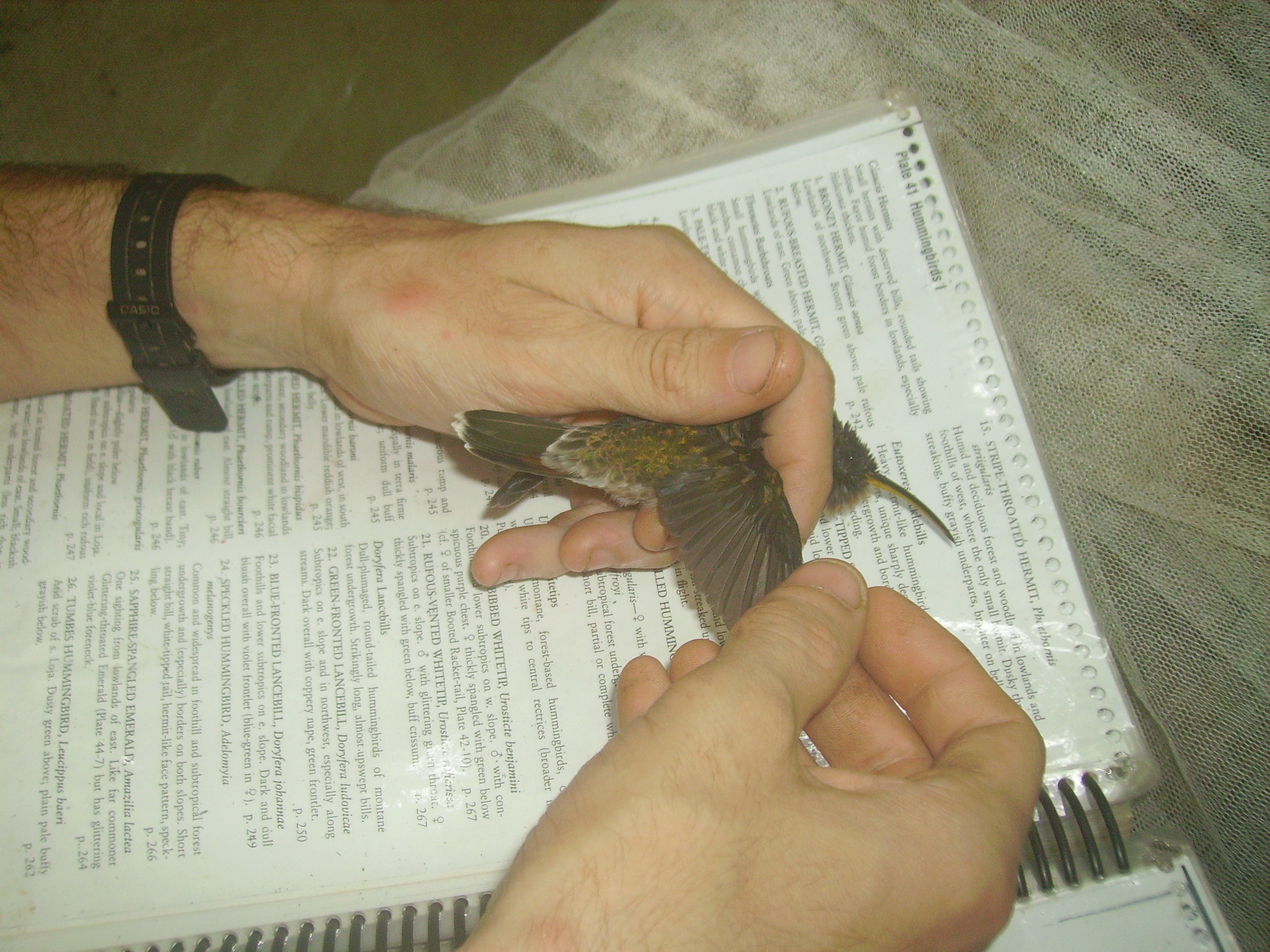